# Boris Kowzan
Boris Iwanowicz Kowzan (ros. Бори́с Ива́нович Ко́взан; ur. 7 kwietnia 1922 w Szachtach, zm. 31 sierpnia 1985 w Mińsku) – radziecki lotnik, zastępca dowódcy pułku, pułkownik, Bohater Związku Radzieckiego.

## Życiorys
Ukończył ośmioklasową szkołę podstawową w Bobrujsku, a później wojskową szkołę lotniczą w Odessie. W 1939 zaczął służbę w Armii Czerwonej, a już od 1941 walczył na froncie.
W ciągu II wojny światowej zniszczył, według oficjalnych danych radzieckich, 28 samolotów przeciwnika, w tym 4 samoloty zniszczył taranując, co stanowiło największą liczbę taranów wykonanych przez jakiegokolwiek lotnika. W trzech przypadkach Kоwzan na swoich samolotach zdołał wylądować.
13 sierpnia 1942 na samolocie Ła-5 kapitan Kowzan natknął się na grupę bombowców i myśliwców przeciwnika. W bitwie z nimi został raniony w oko. Wówczas nakierował swój samolot na nieprzyjacielski bombowiec Ju-88, by zniszczyć go uderzeniem maszyny. Uderzenie to wyrzuciło Kowzana z kabiny. Z wysokości 6000 metrów z niecałkowicie otworzonym spadochronem upadł na bagno, łamiąc sobie nogę i kilka żeber. Z bagna wyciągnęli go nadchodzący akurat partyzanci. Oni też przeprowadzili go przez linię frontu. Przeleżawszy w szpitalu 10 miesięcy, wyleczył się z odniesionych obrażeń. Jednak stracił zranione podczas walki prawe oko, którego już nie dało się uratować. Po wyjściu ze szpitala otrzymał pozwolenie kontynuowania lotniczej służby.
24 sierpnia 1943 otrzymał tytuł Bohatera Związku Radzieckiego.
W czasie całej wojny dokonał 360 bojowych wylotów, odbył 127 powietrznych walk, zniszczył 28 niemieckich samolotów.
Po wojnie kontynuował służbę. W 1954 roku skończył Akademię Lotniczą. Mieszkał w Riazaniu. Pracował jako kierownik aeroklubu. Po przejściu na emeryturę w stopniu pułkownika zamieszkał w Mińsku.

## Powietrzne zwycięstwa
| N  | Data                 | Miasto      | Przyjmowanie walki           | Typ samolotu     | Wynik walki                                                     |
| 1  | 24 czerwca 1941      | Homel       | ogień z karabinu maszynowego | bombowiec        | przeciwnik strącony                                             |
| 2  | 29 października 1941 | Zarajsk     | taran                        | Ju 88 lub Bf 110 | przeciwnik strącony, samolot MiG-3 przymusowo lądował           |
| 3  | 21 lutego 1942       | Torżok      | taran                        | Ju 88            | przeciwnik strącony, samolot Jak-1 wrócił na lotnisko           |
| 4  | 7 lipca 1942         | Lubnica     | taran                        | Bf 109           | przeciwnik strącony, samolot Jak-1 wrócił na lotnisko           |
| 5  | 13 sierpnia 1942     | Stara Russa | taran                        | Ju 88            | przeciwnik strącony, Kowzan (na Ła-5) wyskoczył ze spadochronem |
| 28 | 16 lipca 1943        | Saratów     | ogień z karabinu maszynowego | bombowiec        | przeciwnik strącony, samolot wrócił na lotnisko                 |

Łącznie 28 zwycięstw.

## Odznaczenia
- Order Lenina (dwukrotnie – 15 maja 1942 i 24 sierpnia 1943)
- Order Czerwonego Sztandaru (16 lipca 1942)
- Order Wojny Ojczyźnianej I klasy (11 marca 1985)
- Order Czerwonej Gwiazdy

I medale.
W 2005 w Riazaniu na domu, w którym mieszkał Kowzan, odsłonięto poświęconą mu tablicę pamiątkową.